# Lakeside Classics
Lakeside Classics ist eine US-amerikanische Buchreihe, die seit 1903 bei der Lakeside Press (R.R. Donnelly and Sons), Chicago, IL, erscheint.

## Kurzeinführung
Die Reihe enthält Bücher über amerikanische Geschichte, Folklore oder die Entwicklung der USA, solche zum alten Westen, über Lincoln, Präsidenten, Entdecker und den Bürgerkrieg, sei es Kit Carsons Autobiographie (1935) oder Two Views of Gettysburg von Sir A. J. L. Fremantle und Frank A. Haskell (1964).
Bei der der Reihe fungierte Susan Levy als Kuratorin und ist nun als leitende Redakteurin tätig. Die älteren Bände sind in Sammlerkreisen gesucht.
Thomas Donnelley schrieb in der Einleitung zur Autobiographie von Benjamin Franklin, dem ersten Band der Reihe: „Wenn dieser Band auf bescheidene Weise die Idee vermittelt, dass maschinell hergestellte Bücher kein Verbrechen gegen die Kunst sind und dass Bücher schlicht, aber gut sein können, und gut, aber nicht teuer, dann hat er seine Aufgabe erfüllt.“
Die folgende Übersicht erhebt keinen Anspruch auf Aktualität oder Vollständigkeit:

## Bände
- 1. The Autobiography of Benjamin Franklin. 1903
- 2. Inaugural Addresses of the Presidents of the United States from Washington to Lincoln. 1904
- 3. Inaugural Addresses of the Presidents of the United States from A. Johnson to T. Roosevelt. 1905
- 4. Fruits of Solitude, William Penn. 1906
- 5. Memorable American Speeches I. The Colonial Period. 1907
- 6. Memorable American Speeches II. Democracy and Nationality. 1908
- 7. Memorable American Speeches III. Slavery. 1909
- 8. Memorable American Speeches IV. Secession, War, Reconstruction. 1910
- 9. The Autobiography of Gurdon Saltonstall Hubbard. 1911
- 10. Reminiscences of Early Chicago. 1912
- 11. Reminiscences of Chicago During the Forties and Fifties. 1913
- 12. Reminiscences of Chicago During the Civil War. 1914
- 13. Reminiscences of Chicago During the Great Fire. 1915
- 14. Life of Black Hawk. 1916
- 15. The Indian Captivity of O. M. Spencer. 1917
- 16. Pictures of Illinois One Hundred Years Ago. 1918
- 17. A Woman's Story of Pioneer Illinois, Christiana Holmes Tillson. 1919
- 18. The Conquest of the Illinois, George Rogers Clark. 1920
- 19. Alexander Henry's Travels and Adventures in the Years 1760-1776. 1921
- 20. John Long's Voyages and Travels in the Years 1768-1788. 1922
- 21. Adventures of the First Settlers on the Oregon or Columbia River, Alexander Ross. 1923
- 22. The Fur Hunters of the Far West, Alexander Ross. 1924
- 23. The Southwestern Expedition of Zebulon M. Pike. 1925
- 24. Commerce of the Prairies, Josiah Gregg. 1926
- 25. Death Valley in '49, William L. Manly. 1927
- 26. Bidwell's Echoes of the Past-Steele's In Camp and Cabin. 1928
- 27. Kendall's Texan Santa Fe Expedition. 1929
- 28. Pattie's Personal Narrative. 1930
- 29. Alexander Mackenzie's Voyage to the Pacific Ocean in 1793. 1931
- 30. Wau-Bun, The "Early Day" in the North-West, Mrs. John H. Kinzie. 1932
- 31. Forty Years a Fur Trader, Charles Larpenteur. 1933
- 32. Narrative of the Adventures of Zenas Leonard. 1934
- 33. Kit Carson's Autobiography. 1935
- 34. A True Picture of Emigration, Rebecca Burlend. 1936
- 35. The Bark Covered House, William Nowlin. 1937
- 36. The Border and the Buffalo, John R. Cook. 1938
- 37. Vanished Arizona, Martha Summerhayes. 1939
- 38. War on the Detroit, Thomas Verchères de Boucherville and James Foster. 1940
- 39. Army Life in Dakota, De Trobriand. 1941
- 40. The Early Day of Rock Island and Davenport, J. W. Spencer and J. M. D. Burrows. 1942
- 41. Six Years with the Texas Rangers, James B. Gillett. 1943
- 42. Growing Up with Southern Illinois, Daniel Harmon Brush. 1944
- 43. A History of Illinois, I, Gov. Thomas Ford. 1945
- 44. A History of Illinois, II,, Gov. Thomas Ford. 1946
- 45. The Western Country in the 17th Century, Lamothe Cadillac and Pierre Liette. 1947
- 46. Across the Plains in Forty-nine, Reuben Cole Shaw. 1948
- 47. Pictures of Gold Rush California. 1949
- 48. Absaraka, Home of the Crows, Mrs. Margaret I. Carrington. 1950
- 49. The Truth about Geronimo, Britton Davis. 1951
- 50. My Life on the Plains, General George A. Custer. 1952
- 51. Three Years Among the Indians and Mexicans, General Thomas James. 1953
- 52. A Voyage to the Northwest Coast of America, Gabriel Franchère. 1954
- 53. War-Path and Bivouac, John F. Finerty. 1955
- 54. Milford's Memoir, Louis Leclerc de Milford. 1956
- 55. Uncle Dick Wootton, Howard Louis Conard. 1957
- 56. The Siege of Detroit in 1763. 1958
- 57. Among the Indians, Henry A. Boller. 1959
- 58. Hardtack and Coffee, John D. Billings. 1960
- 59. Outlines from the Outpost, John Esten Cooke. 1961
- 60. Colorado Volunteers in New Mexico, 1862, Ovando J. Hollister. 1962
- 61. Private Smith's Journal. 1963
- 62. Two Views of Gettysburg, Sir. A. J. L. Fremantle and Frank Haskell.[4] 1964
- 63. Dakota War Whoop, Harriet E. Bishop McConkey. 1965
- 64. Honolulu, Laura Fish Judd. 1966
- 65. Three Years in the Klondike, Jeremiah Lynch. 1967
- 66. Two Years' Residence on the English Prairie of Illinois, John Woods. 1968
- 67. John D. Young and the Colorado Gold Rush. 1969
- 68. My Experiences in the West, John S. Collins. 1970
- 69. Narratives of Colonial America, 1704-1765. 1971
- 70. Pioneers, Noah Harris Letts and Thomas Allen Banning, 1825-1865. 1972
- 71. Excursion Through America, Nicolaus Mohr. 1973
- 72. A Frenchman in Lincoln’s America, Volume I,, Ernest Duvergier de Hauranne. 1974
- 73. A Frenchman in Lincoln’s America, Volume II,, Ernest Duvergier de Hauranne. 1975
- 74. Narratives of the American Revolution. 1976
- 75. Advocates and Adversaries, Robert R. Rose. 1977
- 76. Hell among the Yearlings, Edmund Randolph. 1978
- 77. A Frontier Doctor, Henry F. Hoyt. 1979
- 78. Mrs. Hill's Journal-Civil War Reminiscences, Sarah Jane Full Hill. 1980
- 79. Skyward, Rear Admiral Richard E. Byrd. 1981
- 80. Helldorado, William M. Breakenridge. 1982
- 81. Mark Twain's West. 1983
- 82. Frontier Fighter, George W. Coe. 1984
- 83. Buckskin and Blanket Days, Thomas Henry Tibbles. 1985
- 84. Autobiography of an English Soldier in the United States Army, George Ballentine. 1986
- 85. Life of Tom Horn. 1987
- 86. Children of Ol' Man River, Billy Bryant. 1988
- 87. Westward Journeys, Jesse A. Applegate and Lavinia Honeyman Porter. 1989
- 88. Narrative of My Captivity among the Sioux Indians, Fanny Kelly. 1990
- 89. We Pointed Them North, E. C. "Teddy Blue" Abbott and Helena Huntington Smith. 1991
- 90. A Texas Ranger, N. A. Jennings. 1992
- 91. From Mexican Days to the Gold Rush, James W. Marshall and E. Gould Buffum. 1993
- 92. My Life East and West, William S. Hart. 1994
- 93. The Logbook of the Captain's Clerk, John S. Sewell. 1995
- 94. Arctic Explorations, Elisha Kent Kane, M. D., U. S. N. 1996
- 95. Fighting the Flying Circus, Capt. Edward V. Rickenbacker. 1997
- 96. Behind the Scenes: Thirty Years a Slave and Four Years in the White House, Elizabeth Keckley. 1998
- 97. Revolutionary Days, Princess Julia Cantacuzene Countess Seransky, nee Grant. 1999
- 98. The Americanization of Edward Bok, Edward Bok. 2000
- 99. From the Deep Woods To Civilization, Charles A. Eastman. 2001
- 100. Narrative Of The Coronado Expedition, Pedro de Castaneda. 2002
- 101. The Rough Riders, Theodore Roosevelt. 2003
- 102. The Life of Olaudah Equiano, Joanna Brooks (Editor). 2004
- 103. Inaugural Addresses Of The Presidents Of The United States From W. H. Taft To G. W. Bush. 2005
- 104. Twenty Years before the Mast, Charles Erskine. 2006
- 105. Narratives of Barbary Captivity, James Leander Cathcart, Jonathan Cowdery, and William Ray. 2007
- 106. Jailed For Freedom The Story of the Militant American Suffragist Movement, Doris Stevens. 2008
- 107. Plymouth Plantation, Bradford Winslow. 2009
- 108. Travels Through South Carolina, Georgia, and Florida, William Bartram. 2010
- 109. Narratives of The San Franciso Earthquake and Fire Of 1906 edited, Roger W. Lotchin. 2011
- 110. The Englishwoman In America, Isabella Bird, edited, Thomas Philbrick. 2012
- 111. Narrative of the Narvaez Expedition, Alvar Nunez Cabeza de Vaca. 2013
- 112. And They Thought We Wouldn't Fight, Floyd Gibbons. 2014
- 113. The Race Around The World, Bly and Bisland. 2015
- 114. Through the Brazilian Wilderness, Theodore Roosevelt. 2016
- 115. Sailing Alone Around The World, Joshua Slocum. 2017
- 116. Fanning's Narrative, Nathaniel Fanning. 2018
- 117. Nurse And Spy In The Union Army, S. Emma E. Edmonds. 2019